# Minhe (Haidong)

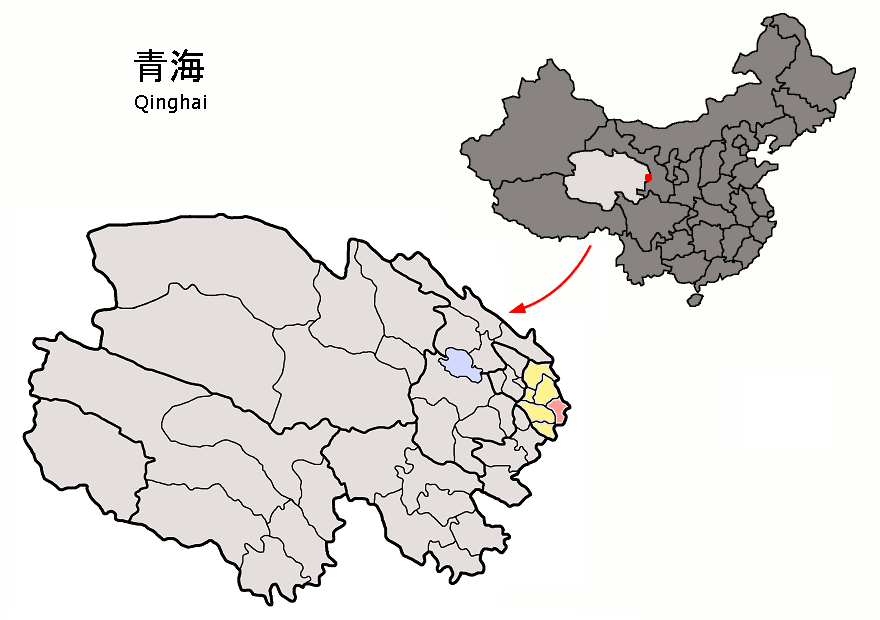
Lage des Kreises Minhe (rosa) im Regierungsbezirk Haidong (gelb)

Der Autonome Kreis Minhe der Hui und Tu (民和回族土族自治县,  Mínhé Huízú Tǔzú zìzhìxiàn) ist ein Autonomer Kreis der Hui und Tu im chinesischen Regierungsbezirk Haidong im Osten der Provinz Qinghai. Er hat eine Fläche von 1.899 km² und zählt 326.964 Einwohner (Stand: Zensus 2020). Sein Hauptort ist die Großgemeinde Chuankou (川口镇).
Die denkmalgeschützten Stätten von Machangyuan (Majiayao-Kultur) und Lajia (Qijia-Kultur) befinden sich auf seinem Gebiet.

## Administrative Gliederung
Auf Gemeindeebene setzt sich der Kreis aus acht Großgemeinden, 13 Gemeinden und einer Nationalitätengemeinde zusammen. Diese sind:
- Großgemeinde Bazhou (巴州镇)
- Großgemeinde Chuankou (川口镇);
- Großgemeinde Gushan (古鄯镇);
- Großgemeinde Guanting (官亭镇);
- Großgemeinde Ji’erbao (李二堡镇);
- Großgemeinde Manping (满坪镇);
- Großgemeinde Maying (马营镇);
- Großgemeinde Xiamen (峡门镇);
- Gemeinde Beishan (北山乡);
- Gemeinde Dazhuang (大庄乡);
- Gemeinde Gangou (甘沟乡);
- Gemeinde Hetaozhuang (核桃庄乡);
- Gemeinde Lianhe (联合乡);
- Gemeinde Longzhi (隆治乡);
- Gemeinde Machangyuan (马场垣乡);
- Gemeinde Qianhe (前河乡);
- Gemeinde Songshu (松树乡);
- Gemeinde Xigou (西沟乡);
- Gemeinde Xinmin (新民乡);
- Gemeinde Zhongchuan (中川乡);
- Gemeinde Zhuandao (转导乡);
- Gemeinde Tao’er der Tibeter (杏儿藏族乡).

## Ethnische Gliederung der Bevölkerung (2000)
Beim Zensus im Jahr 2000 hatte Minhe 346.748 Einwohner.
| Name des Volkes | Einwohner | Anteil  |
| --------------- | --------- | ------- |
| Han             | 157.673   | 45,47 % |
| Hui             | 135.569   | 39,1 %  |
| Tu              | 39.616    | 11,43 % |
| Tibeter         | 12.828    | 3,7 %   |
| Manju           | 310       | 0,09 %  |
| Dongxiang       | 273       | 0,08 %  |
| Salar           | 172       | 0,05 %  |
| Mongolen        | 141       | 0,04 %  |
| Koreaner        | 31        | 0,01 %  |
| Bonan           | 22        | 0,01 %  |
| Zhuang          | 22        | 0,01 %  |
| Sonstige        | 91        | 0,03 %  |